# Akishima
Akishima (昭島市 Akishima-shi?) este un municipiu din Japonia, zona metropolitană Tōkyō.